# Impresora Bética
Impresora Bética, S.A. (IBSA) fue un grupo editorial español, cercano al carlismo, que tuvo una corta existencia.

## Historia
IBSA fue constituido el 22 de julio de 1934 en Sevilla, como una entidad editorial que pasaría editar varios periódicos —inicialmente, el Diario de Huelva o el Diario de Jerez— así como revistas, folletos y demás publicaciones cercanas al tradicionalismo. IBSA surgió bajo el respaldo del líder de la Comunión Tradicionalista en Andalucía Occidental, el onubense, nacido en Higuera de la Sierra, Manuel Fal Conde, que contó con el apoyo de carlistas acaudalados para la ejecución de la empresa. José María García Paredes fungió como gerente de la empresa. Posteriormente, la cadena de prensa carlista aumentó su tamaño con la incorporación de más periódicos, especialmente La Unión de Sevilla —que fue el diario carlista más importante de Andalucía, con una tirada de cerca de 5000 ejemplares—. También se incorporarían a IBSA otras cabeceras del tradicionalismo andaluz, como La Información de Cádiz, El Eco de Jaén, La Independencia de Almería,   o El Defensor de Córdoba, llegando a dominar casi todos los periódicos tradicionalistas andaluces.
No obstante, a pesar de los esfuerzos desarrollados por IBSA, el grupo no acabaría logrando consolidarse.